# Eyedea
Eyedea, de son vrai nom Micheal David Larsen (9 novembre 1981–16 octobre 2010), est un musicien, rappeur, guitariste, poète et producteur de musique américain originaire de Saint Paul, dans le Minnesota. De son vivant, il est champion en freestyle et auteur-compositeur. Il apparaît en solo sous le nom d'Oliver Hart, et en tant que MC dans le duo Eyedea and Abilities (aux côtés de son ami et collaborateur DJ Abilities). Larsen est initialement signé au label de hip-hop indépendant Rhymesayers du rappeur Slug avant de fonder son propre label, Crushkill Recordings.
En 2004, Eyedea and Abilities publient leur deuxième album intitulé E&A, qui contient les singles Paradise et Man vs. Ape. En juillet 2009, Eyedea and Abilities publient leur troisième et dernier album , By the Throat. Eyedea meurt dans son sommeil le 16 octobre 2010 à 28 ans ; sa mort est causée par une overdose médicamenteuse accidentelle. Eyedea est membre des groupes Eyedea and Abilities, The Orphanage, Face Candy, Carbon Carousel, Puppy Dogs aet Ice Cream, et Guitar Party.

## Biographie

### Jeunesse et débuts
Eyedea vit avec sa mère à l'est de Saint Paul, dans le Minnesota, avec sa mère Kathy. Il a des racines irlandaises et libanaises. Il étudie au Highland Park Senior High School.
Eyedea devient un MC de battles connu, tournant entre 1997 et 2001. À cette période, il remporte le premier prix au Scribble Jam '99, au Rock Steady Anniversary 2000, et au Blaze Battle New York 2000. Il participe à une chanson de la compilation d'anticon., Music for the Advancement of Hip Hop. En 2001, il publie l'album First Born aux côtés de son partenaire DJ Abilities (ensemble, ils se font appeler Sixth Sense, puis sont plus tard renommés Eyedea and Abilities). En 2002, sous son nom de plume, Oliver Hart, il publie l'album The Many Faces of Oliver Hart, or: How Eye One the Write Too Think. En 2004, il se réunit avec Abilities pour la publication de leur album E&A.

### Carrière musicale
Il signe au label Rhymesayers Entertainment et collabore avec le rappeur Slug du groupe de hip-hop underground Atmosphere, ainsi qu'avec Sage Francis, Aesop Rock, et Blueprint. Il est également membre d'un groupe appelé The Orphanage, avec Slug, Aesop Rock, Blueprint, Sage Francis, et Illogic. Les chansons sont enregistrées et publiées, mais jamais sur CD. Après la publication de This Is Where We Were, enregistré avec son groupe de rap freestyle et jazz Face Candy, Eyedea lance Carbon Carousel, un groupe de rock alternatif. Ils publient un EP intitulé The Some of All Things, ou The Healing Power of Scab Picking. En décembre 2007, Eyedea and Abilities lancent leur tournée Appetite for Distraction Tour avec leur camarade de Crushkill, Kristoff Krane et le duo Sector7G.
En 2011, un EP de quatre freestyles d'Eyedea, publié en 2010 mais vendu dans les live shows, est mis en vente sur Internet. Guitar Party, un groupe composé du chanteur Mijah Ylvisaker, du batteur J.T. Bates (Face Candy, Carbon Carousel, The Pines) et des guitaristes Jeremy Ylvisaker (Carbon Carousel, Alpha Consumer, Andrew Bird, The Cloak Ox), Jake Hanson (Halloween, Alaska), Andrew Broder (Fog, The Cloak Ox) et Micheal Larsen (Eyedea & Abilities, Carbon Carousel, Face Candy), publient un enregistrement intitulé Birthday (I Feel Triangular).

### Décès
Eyedea meurt dans son sommeil le 16 octobre 2010. Il est retrouvé mort dans sa résidence à Saint Paul par sa mère, selon une connaissance. La cause de son décès est annoncée le 18 novembre 2010. Les médicaments qui auraient causés sa mort n'ont pas été révélés au public. De nombreux rappeurs lui rendent hommage sur Twitter,.

## Discographie

### Albums studio
- 2001 : First Born (avec DJ Abilities, sous Eyedea and Abilities)
- 2002 : The Many Faces of Oliver Hart, or: How Eye One the Write Too Think (sous Oliver Hart)
- 2004 : E&A (Eyedea & Abilities)
- 2006 : This Is Where We Were (avec Face Candy)
- 2009 : By the Throat (Eyedea and Abilities)
- 2011 : Waste Age Teenland (Face Candy)
- 2011 : Grand's Sixth Sense (avec DJ Abilities, sous le nom Sixth Sense)
- 2015 : The Many Faces of Mikey

### EPs
- 2000 : The Whereabouts of Hidden Bridges (avec Oddjobs)
- 2006 : The Some of All Things, or: The Healing Power of Scab Picking (avec Carbon Carousel)
- 2009 : Duluth Is the Truth
- 2010 : When in Rome, Kill the King (sous Micheal Larsen)
- 2010 : Freestyles

### Mixtapes
- 2003 : E&A Road Mix (Eyedea and Abilities)

### Album live
- 2011 : Birthday (I Feel Triangular) (avec Guitar Party)

### Singles
- 2000 : Pushing Buttons (Eyedea and Abilities)
- 2001 : Blindly Firing (Eyedea and Abilities)
- 2004 : Now / E&A Day (Eyedea and Abilities)
- 2007 : Carbon Carousel Single Series #1 (Carbon Carousel)
- 2007 : Nervous (Carbon Carousel)

### Participations
- Best Kind de Slug d'Atmosphere (1997)
- Native Ones Live @ The Entry d'Atmosphere sur Headshot: Vol. 6: Industrial Warfare (1998)
- Monster Inside d'Anomaly sur Howle's Book (1998)
- Savior? de Sole, Slug et Eyedea sur Music for the Advancement of Hip Hop (1999)
- Embarrassed de Sage Francis avec Slug sur Sick of Waging War (2001)
- Even Shadows Have Shadows sur le sampler We Came From Beyond (2001)
- Gotta Love Em de Slug et Eyedea sur Search and Rescue de DJ Murge (2002)
- The Stick Up d'Atmosphere sur Headshots Se7en (2002)
- More From June de Deep Puddle Dynamics sur We Aint Fessin (2002)
- We Aint Fessin (Double Quotes) de Deep Puddle Dynamics sur We Aint Fessin (2002)
- Miss By A Mile d'Aesop Rock, Eyedea et Slug sur We Came From Beyond, Vol 2 (2003)
- Play Dead Til They Kill You de Saturday Morning Soundtrack sur Saturday Morning Soundtrack (2005)
- Quality Programming de Booka B surBasementality (2005)
- L-Asorbic Acid de The Crest et Eyedea + Carnage sur Skeptic (2005)
- Everything's Perfect d'AWOL sur War of Art (2006)
- Frisbee d'Abstract Rude (2006)
- Dopamine de Playaz Longue Crew sur Hype Hop (2007)
- Thanks But No Thanks de Sector 7G sur Scrap Metal (2007)
- Head Tripping de Kristoff Krane sur This Will Work For Now (2008)
- Is It Right de Kristoff Krane sur This Will Work For Now (2008)
- Dream de No Bird Sing sur No Bird Sing (2009)
- Best Friends de Kristoff Krane sur Picking Flowers Next To Roadkill (2010)
- Sneak de The Let Go sur Morning Comes (2010)
- Dead Wallets de Sinthesis en featuring avec ECID sur Movement 4:6 (2010)
- Rockstars Don't Apologize d'ECID en feat. avec Awol One, et Kristoff Krane sur Werewolf Hologram (2012)
- Purest Disgust de Debaser sur Peerless
- Cataract Vision d'Eyenine sur Afraid to Dream
- Perfect Medicine sur Serebe
- Savior Self de Sadistik en feat. avec CasOne, Kristoff Krane, and Alexipharmic
- Thorns d'Aesop Rock, Slug et Eyedea
- Chemical Burns de Sadistik sur Ultraviolet (2014)